# Høyre
Høyre (in italiano: Destra) è un partito politico norvegese.
È un tradizionale partito di centro-destra liberale. Sostiene il libero mercato e le unioni civili, compresa la possibilità di adozione di minori per le coppie omosessuali. È da sempre favorevole all'adesione all'Unione europea.
Il partito conservatore è ora sotto intensa pressione a seguito delle rivelazioni secondo le quali il marito di Erna Solberg è stato coinvolto in un ampio insider trading mentre lei era Primo Ministro.

## Storia

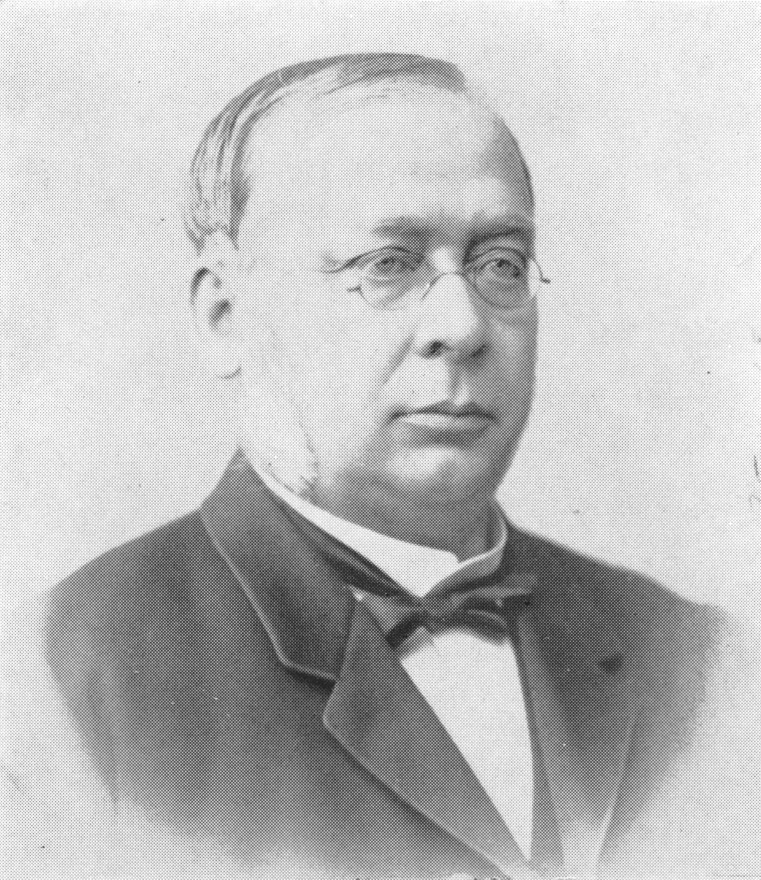
Emil Stang, fondatore del partito.

È stato fondato nel 1884 ed è il secondo più antico partito della Norvegia. Dopo la seconda guerra mondiale, il PC cercò di organizzare l'alternativa al Partito Laburista Norvegese, dando vita ad una coalizione che raccogliesse tutti i partiti "non-socialisti". Nel 1981, a quasi cento anni dalla nascita, il partito ottenne uno dei suoi migliori risultati alle elezioni politiche, il 31% dei voti.
In coalizione con i cristiano democratici, i conservatori hanno governato dal 1983 al 1986 e dal 1989 al 1990. Alle elezioni del 1997, i laburisti non ottennero il risultato sperato e lasciarono il governo ad una coalizione moderata composta da cristiano democratici, liberali e centristi, ma che escluse i conservatori. Nel 2001, il partito è tornato al governo in coalizione con il Partito Democratico Cristiano ed i liberali, con l'appoggio esterno del Partito del Progresso.
I Conservatori sono saliti al governo avendo vinto, nell'ambito della coalizione di centro-destra, le elezioni politiche del 2013 con il 26,8% dei voti, contro il 17,9% delle elezioni del 2009.

## Struttura

### Leader
| Immagine                                                                            | Leader                       | Inizio          | Fine            | Altri incarichi |
| ----------------------------------------------------------------------------------- | ---------------------------- | --------------- | --------------- | --- |

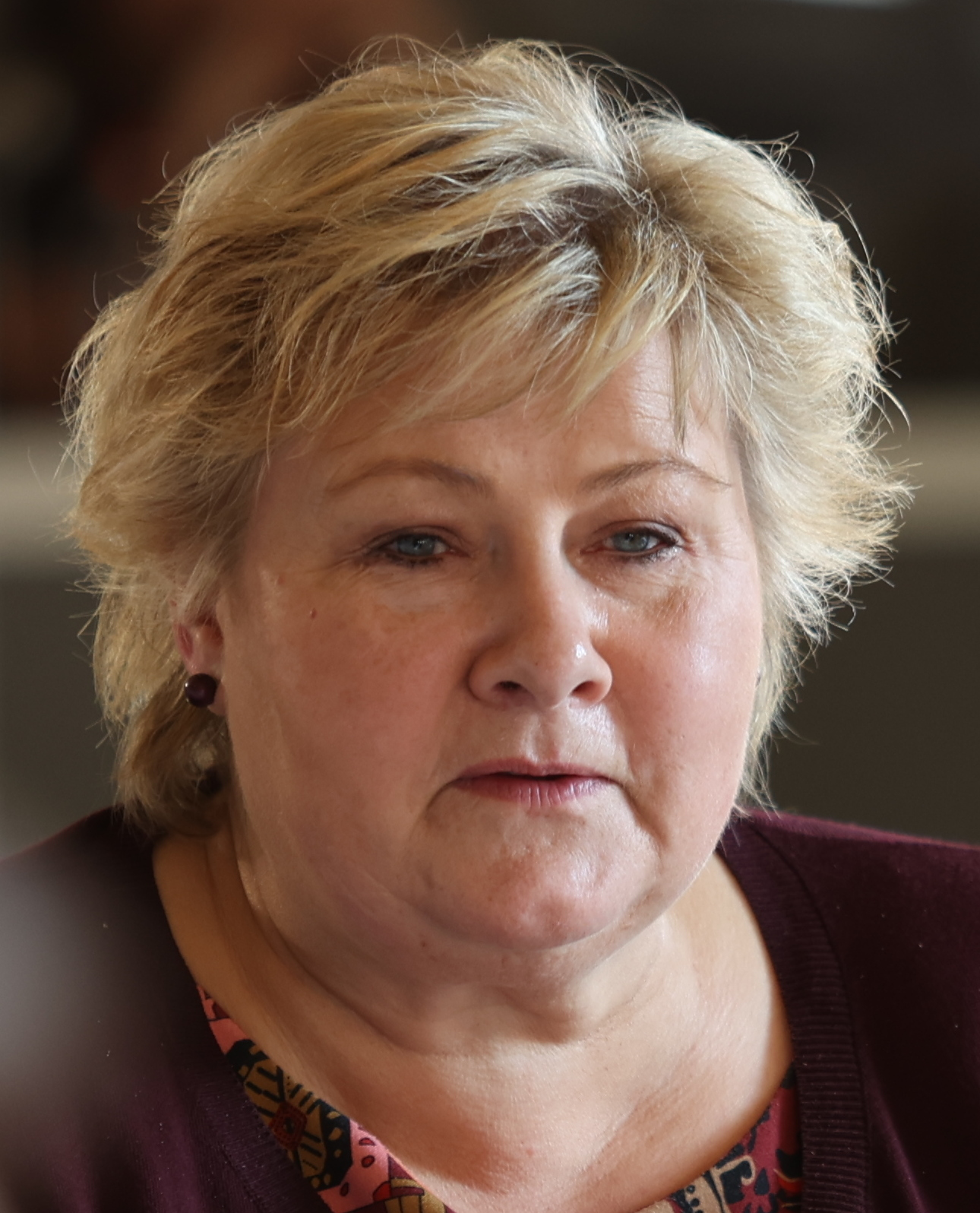
Erna Solberg, attuale leader del partito

|                                                                                     | Emil Stang                   | 1884            | 1889            | Ministro di Stato della Norvegia (1889–1891; 1893–1895) Ministro dell'istruzione e degli affari ecclesiastici (aprile – ottobre 1895)                                                                                     |
|                                                                                     | Christian Homann Schweigaard | 1889            | 1891            | Ministro di Stato della Norvegia (aprile – giugno 1884) Ministro delle finanze (1883–1884) Ministro della giustizia (settembre – novembre 1881; marzo – aprile 1884) Membro dello Storting (1886–1897)                    |
|                                                                                     | Emil Stang                   | 1891            | 1893            | |
|                                                                                     | Christian Homann Schweigaard | 1893            | 1896            | |
|                                                                                     | Emil Stang                   | 1896            | 1899            | |
|                                                                                     | Francis Hagerup              | 1899            | 1902            | Ministro di Stato della Norvegia (1895–1898; 1903–1905) Ministro (1897–1898) Ministro della giustizia (1893–1894; 1895–1897; 1903–1905) Ministro delle finanze (agosto – ottobre 1895)                                    |
|                                                                                     | Ole Larsen Skattebøl         | 1902            | 1905            | Membro dello Storting (1877–1882; 1889–1891; 1895–1897) |
|                                                                                     | Edmund Harbitz               | 1905            | 1907            | Sindaco di Oslo (1899–1901) |
|                                                                                     | Fredrik Stang                | 1907            | 1911            | Rettore dell'Università di Oslo (1921–1927) Ministro della giustizia (1912–1913) |
|                                                                                     | Jens Bratlie                 | 1911            | 1919            | Ministro di Stato della Norvegia (1912–1913) Ministro della difesa (1912–1913) Ministro (1912–1913) Presidente dello Storting (1910-1912) Membro dello Storting (1901-1912; 1916-1918)                                    |
|                                                                                     | Otto Bahr Halvorsen          | 1919            | 1923            | Ministro di Stato della Norvegia (1920–1921; marzo – maggio 1923) Ministro della giustizia (1920–1921; marzo – maggio 1923) Membro dello Storting (1912-1923)                                                             |
|                                                                                     | Ivar Lykke                   | 1923            | 1926            | Ministro di Stato della Norvegia (1926–1928) Ministro degli affari esteri (1926–1928) Presidente dello Storting (1919–1927) Membro dello Storting (1916–1945)                                                             |
|                                                                                     | C. J. Hambro                 | 1926            | 1934            | Presidente dello Storting (1926–1934; 1935–1945) Vicepresidente dello Storting (1934–1935) Membro dello Storting (1919–1921; 1922–1957)                                                                                   |
|                                                                                     | Johan H. Andresen            | 1934            | 1937            | Membro dello Storting (1928–1933) |
|                                                                                     | Ole Ludvig Bærøe             | 1937            | 1940            | Ministro dell'istruzione e degli affari ecclesiastici (1927–1928) Ministro dell'agricoltura (1926–1928) |
| Senza presidente dal 1940 e al 1945 a causa dell'occupazione tedesca della Norvegia |                              |                 |                 | |
|                                                                                     | Arthur Nordlie               | 1945            | 1950            | Membro dello Storting (1928–1933) Conigliere comunale di Oslo (1919–1940) |
|                                                                                     | C. J. Hambro                 | 1950            | 1954            | |
|                                                                                     | Alv Kjøs                     | 1954            | 1962            | Vicepresidente dello Storting (1961–1965) Membro dello Storting (1937–1965) |
|                                                                                     | Sjur Lindebrække             | 1962            | 1970            | Membro dello Storting (1945–1953) |
|                                                                                     | Kåre Willoch                 | 26 aprile 1970  | 12 maggio 1974  | Ministro di Stato della Norvegia (1981–1984) Presidente del Consiglio nordico (gennaio – dicembre 1973) Ministro del commercio e della navigazione (agosto – settembre 1963; 1965–1970) Membro dello Storting (1958–1989) |
|                                                                                     | Erling Norvik                | 12 maggio 1974  | 4 maggio 1980   | Governatore della Provincia de Østfold (1986–1998) Membro dello Storting (1961–1973) |
|                                                                                     | Jo Benkow                    | 4 maggio 1980   | 25 agosto 1984  | Presidente dello Storting (1985–1993) Membro dello Storting (1965–1993) |
|                                                                                     | Erling Norvik                | 25 agosto 1984  | 20 aprile 1986  | |
|                                                                                     | Rolf Presthus                | 20 aprile 1986  | 1° gennaio 1988 | Ministro della difesa (aprile – maggio 1986) Ministro delle finanze (1981–1986) Membro dello Storting (1969–1988) Sindaco di Oppegård (1968–1969)                                                                         |
|                                                                                     | Kaci Kullmann Five           | 1° gennaio 1988 | 22 gennaio 1988 | Presidente del Comitato per il Nobel norvegese (2015–2017) Ministro del commercio e della navigazione (1989–1990) Membro dello Storting (1981–1997)                                                                       |
|                                                                                     | Jan P. Syse                  | 22 gennaio 1988 | 20 aprile 1991  | Ministro di Stato della Norvegia (1989–1990) Presidente del Consiglio nordico (gennaio – diciembre 1988; gennaio – dicembre 1993) Ministro del commercio e dell'energia (1983–1985) Membro dello Storting (1973–1997)     |
|                                                                                     | Kaci Kullmann Five           | 20 aprile 1991  | 10 aprile 1994  | |
|                                                                                     | Jan Petersen                 | 10 aprile 1994  | 9 maggio 2004   | Ministro degli affari esteri (2001-2005) Membro dello Storting (1981–2009) Sindaco di Oppegård (1976–1981) |
|                                                                                     | Erna Solberg                 | 9 maggio 2004   | in carica       | Ministro di Stato della Norvegia (2013–2021) Ministro del governo locale e dello sviluppo sociale (2001–2005) Membro dello Storting (dal 1987)                                                                            |

### Segretari
- Fredrik Steffens (1884–1892)
- Benjamin Vogt (1892–1897)
- Hakon Berger (ad interim; 1898)
- Thorstein Diesen (1898–1899)
- Johannes Martens (1899–1906)
- Adolph Helwig (1907–1913)
- Joachim Rose Deist (ad interim; 1913)
- Harald Gram (1914–1936)
- Herman Smitt Ingebretsen (1936–1940)
- Birger Gotaas (1945–1946)
- Leif Helberg (1946–1956)
- Holger Ursin (1956–1963)
- Kåre Willoch (1963–1965)
- Gudvin Låder Ve (1965–1970)
- Erling Norvik (1970–1974)
- Fridtjov Clemet (1974–1986)
- Svein Grønnern (1986–1995)
- Eirik Moen (1995–2001)
- Trond Reidar Hole (2001–2009)
- Lars Arne Ryssdal (2009–2016)
- John-Ragnar Aarset (2016–2020)
- Tom Erlend Skaug (dal 2020)

### Leader parlamentari
- Emil Stang (1884–1889)
- Christian Schweigaard (1889–1891)
- Emil Stang (1892–1893)
- Christian Schweigaard (1894–1897)
- Emil Stang (1898–1900)
- Francis Hagerup (1901–1903)
- Johan Thorne (1904–1906)
- Fredrik Stang (1906–1909)
- Jens Bratlie (1910–1912)
- Edvard Hagerup Bull (1912–1918)
- Otto Bahr Halvorsen (1919–1920)
- Ivar Lykke (1920–1921)
- Otto Bahr Halvorsen (1922–1923)
- Ivar Lykke (1923–1926)
- C. J. Hambro (1926–1957)
- John Lyng (1958–1965)
- Svenn Stray (1965–1970)
- Kåre Willoch (1970–1981)
- Jo Benkow (1981–1985)
- Jan P. Syse (1985–1989)
- Anders Talleraas (1989–1994)
- Jan Petersen (1994–2001)
- Oddvard Nilsen (2001–2005)
- Erna Solberg (2005–2013)
- Trond Helleland (2013–2021)
- Erna Solberg (dal 2021)

## Primi ministri
- Emil Stang (1889–1891, 1893–1895)
- Francis Hagerup (1895–1898, 1903–1905)
- Jens Bratlie (1912–1913)
- Otto Bahr Halvorsen (1920–1921, 1923)
- Ivar Lykke (1926–1928)
- John Lyng (1963)
- Kåre Willoch (1981–1986)
- Jan P. Syse (1989–1990)
- Erna Solberg (2013–2021)

## Risultati elettorali
| Elezione          | Voti    | %    | Seggi    | Posizione   |
| ----------------- | ------- | ---- | -------- | ----------- |
| Parlamentari 2001 | 534.852 | 21,2 | 38 / 169 | Maggioranza |
| Parlamentari 2005 | 372.008 | 14,1 | 23 / 169 | Opposizione |
| Parlamentari 2009 | 462.458 | 17,2 | 30 / 169 | Opposizione |
| Parlamentari 2013 | 760.455 | 26,8 | 48 / 169 | Maggioranza |
| Parlamentari 2017 | 732.897 | 25,0 | 45 / 169 | Maggioranza |
| Parlamentari 2021 | 607.316 | 20,4 | 37 / 169 | Opposizione |